# Caprolactonă
ε- sau epsilon-caprolactona (de obicei doar caprolactonă) este un compus organic de tip lactonă, fiind un compus heptaciclic. Denumirea sa provine de la faptul că este derivat de la acidul caproic (hexanoic). Este un compus lichid, incolor, miscibil cu majoritatea solvenților organici și cu apa. În trecut, era produsă ca precursor pentru caprolactamă.

## Obținere și utilizări
Caprolactona se obține în urma unei proces de oxidare Baeyer-Villiger a ciclohexanonei cu acid peracetic.
Caprolactona este utilizată ca monomer în procesul de sinteză al anumitor polimeri. Prin reacția de polimerizare prin deciclizare produce policaprolactonă. Alt polimer este poliglecaprona, utilizat ca material de sutură în chirurgie.
Prin carbonilare și hidroliză produce acid pimelic.